# Tympanon

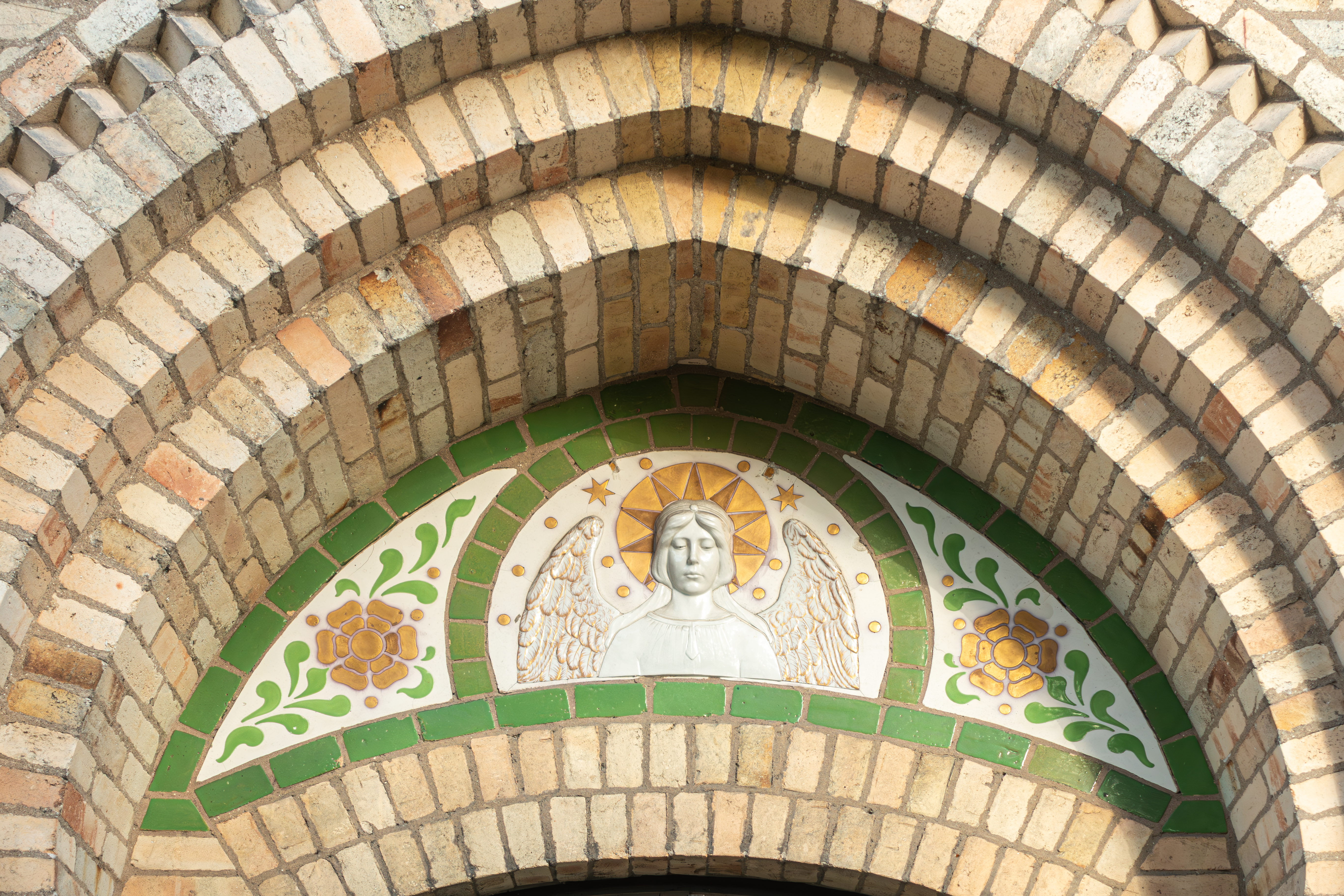
Tympanon på Gustavsbergs kyrka i Värmdö kommun.

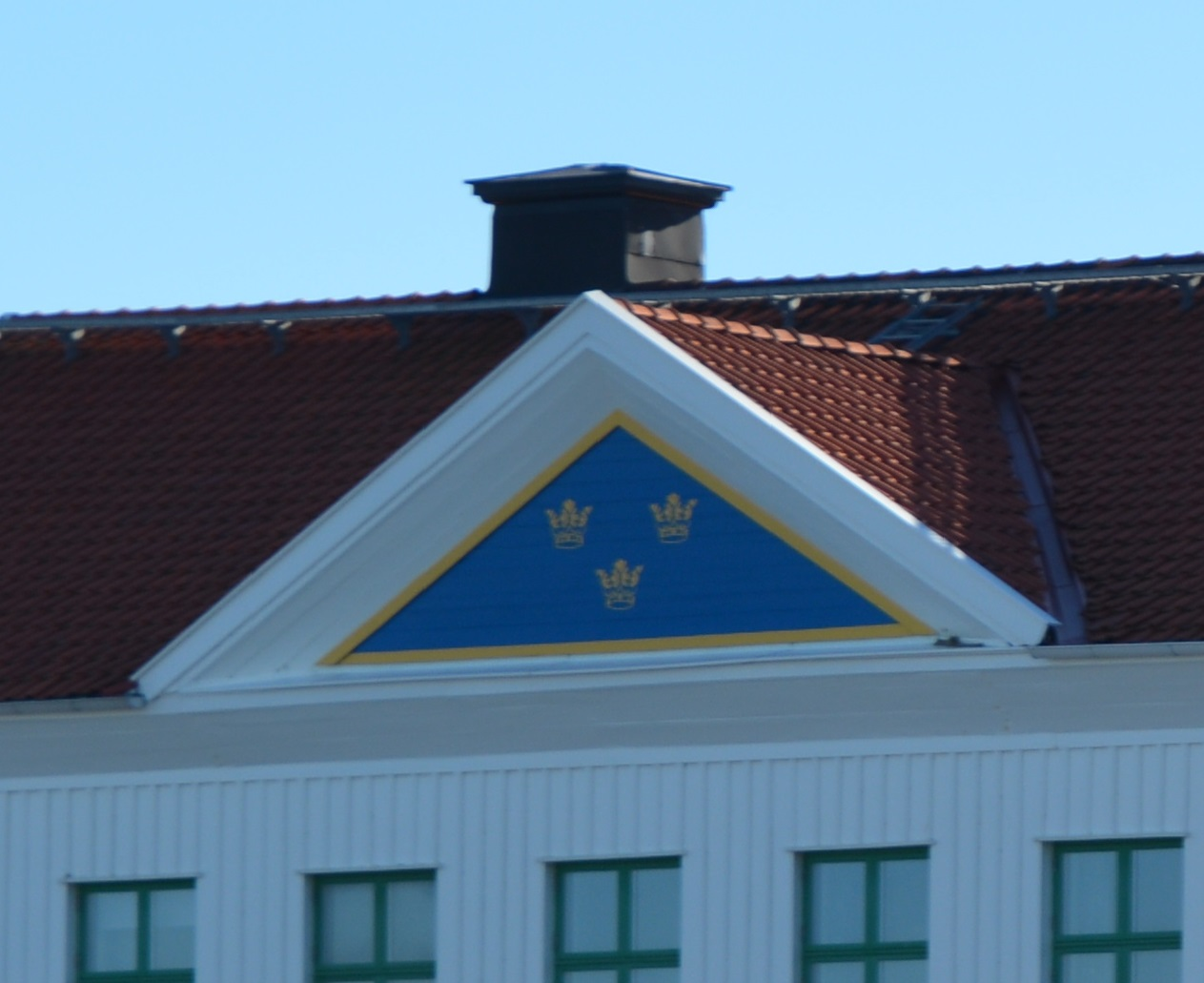
Tympanon på chefsbostaden på Känsö

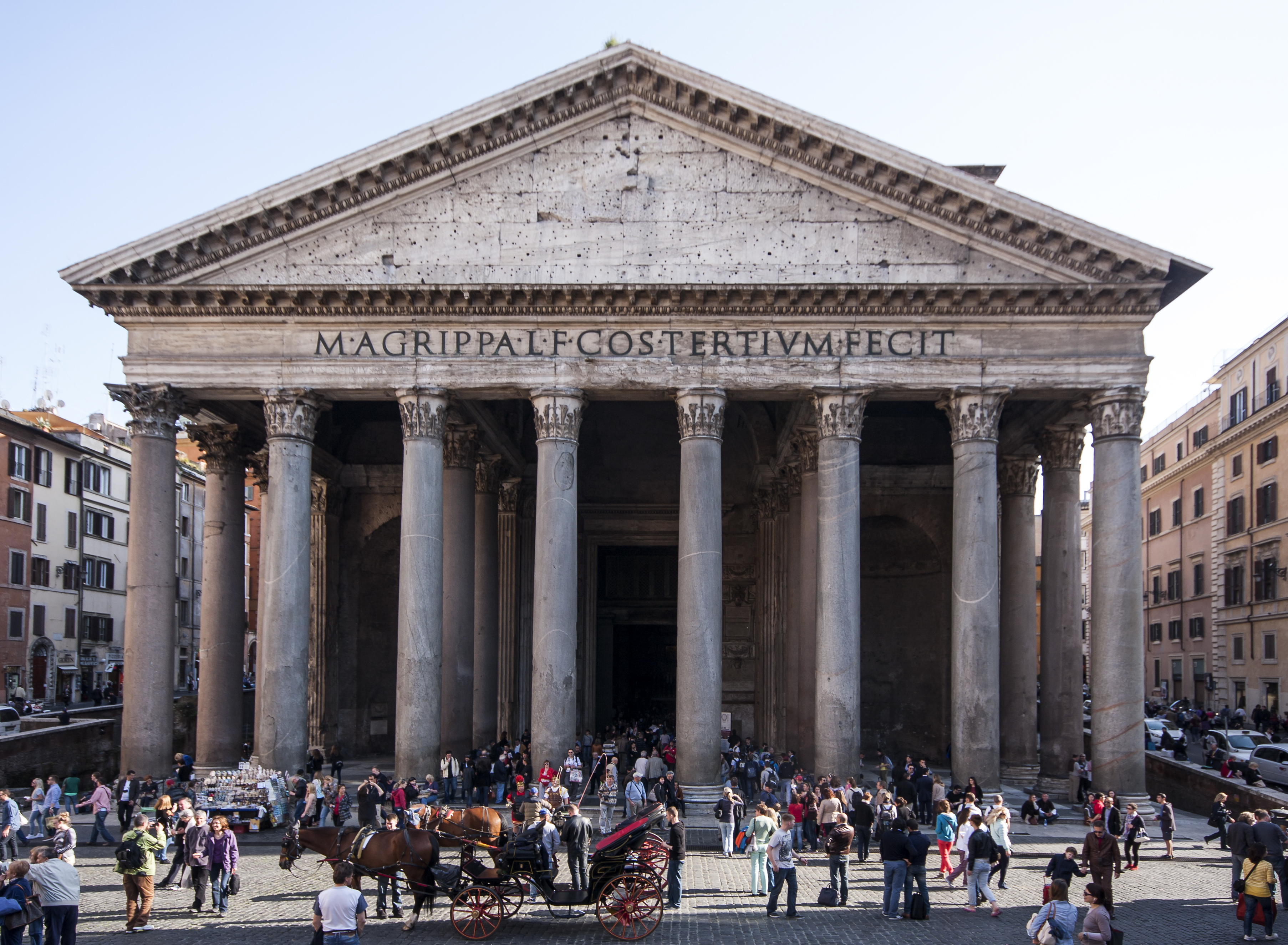
Klassiskt tympanon på Pantheon i Rom, uppfört år 120. Fältet var ursprungligen dekorerat med reliefer.

Tympanon (från grekiska: tympanon, trumma, tamburin) är ett halvrunt eller tresidigt fält över en dörr, ett fönster eller på en gavel, till exempel ett grekiskt tempels gavelfält. Ordet används också ofta om det av en rundbåge eller en spetsbåge infattade fältet i de romanska och de gotiska kyrkornas portaler ovanför den rakslutna dörröppningen, i vilket fält ofta finns bilder.